# カーンヴァ朝

カーンヴァ朝

カーンヴァ朝（カーンヴァちょう 紀元前68年頃 - 紀元前23年頃）は、古代インドのマガダ国に起こった王朝。シュンガ朝に仕えていたヴァースデーヴァ（ヴァスデーヴァ）がシュンガ朝の王デーヴァブーティを廃して（又は暗殺して）建設したとされる。その歴史は殆ど知られていない。

## 歴史

### 建国

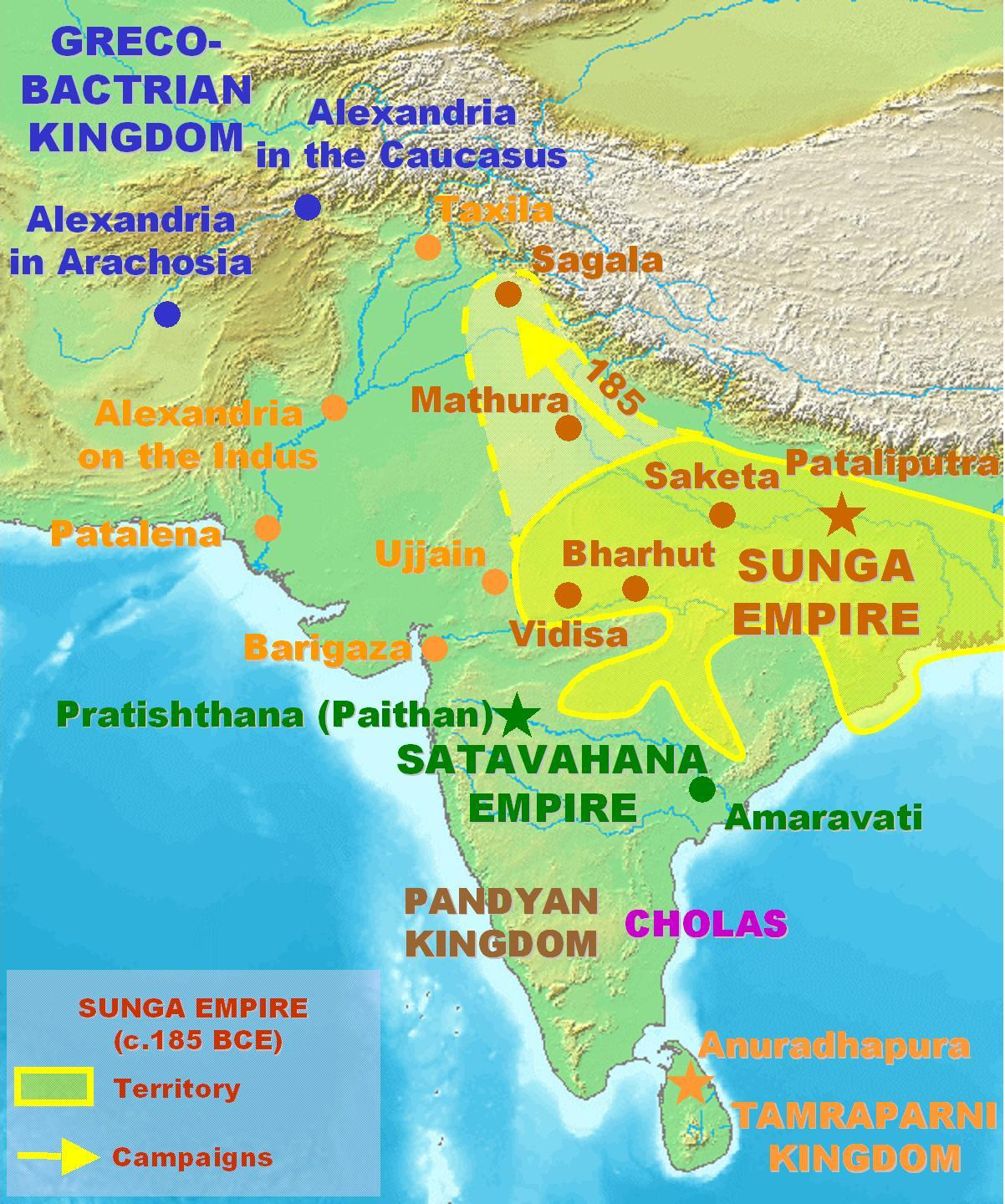
前代のシュンガ朝版図

カーンヴァ家は幾つかのプラーナ文献によれば再生族（ディヴィジャ Dvija）であったと伝えられる。これはバラモンを意味する語であり、シュンガ朝時代より有力な家系であった。伝説では、シュンガ朝の最後の王デーヴァブーティは無能であり淫乱な青年であったため、ヴァースデーヴァは奴隷女を王妃に変装させてデーヴァブーティに近づけ、これを殺害させたという。

### 統治
その後ヴァースデーヴァが王となってカーンヴァ朝を開いた。しかし、この王朝の王達はプラーナ文献では「シュンガの臣下でありカーンヴァの裔である諸王」と記載されており、後にカーンヴァ朝を滅ぼすことになるサータヴァーハナ朝の記録には、カーンヴァ朝滅亡を持って「シュンガ一族の残存者を滅ぼした」とあるため、実際にはカーンヴァ朝時代にもシュンガ家が何らかの影響力を保持していた可能性がある。
カーンヴァ朝はバラモン教を重視した王家であったが、史料に恵まれておらず考古学的な遺物も少ないことから詳細は分かっていない。この王朝以降暫くの間、マガダ国は旧来の覇者的な地位を失っている。

## 滅亡
4代45年間続いた後、中央インドのアーンドラ国に起こったサータヴァーハナ朝によって滅ぼされた。

## 歴代王
- ヴァースデーヴァ （ヴァスデーヴァとも 在位9年間）
- ブーミミトラ （在位14年間）
- ナーラーヤナ （在位12年間）
- スシャルマン （在位10年間）